# Maršovec a Čepička
Maršovec a Čepička je přírodní památka v katastrálním území obcí Pyšel a Pozďatín v okrese Třebíč v Česku, byla vyhlášena 11. června 2016. V chráněném území se nachází rybníky Maršovec a Čepička.
Předmětem ochrany je biotop dvou rybníků a na něj navazující mokřadní biotopy a podmáčené olšiny s výskytem významných druhů rostlin a živočichů, populace kuňky ohnivé (Bombina bombina), blatnice skvrnité (Pelobates fuscus), skokana ostronosého (Rana arvalis) a čolka velkého (Triturus cristatus). Na území přírodní památky se nachází stejnojmenná Evropsky významná lokalita Natura 2000.